# 広島高等検察庁
広島高等検察庁（ひろしまこうとうけんさつちょう）は、広島県広島市にある日本の高等検察庁の一つで、中国地方5県を管轄している。略称は、広島高検（ひろしまこうけん）。岡山、松江に支部を置いている。

## 概説
広島高等検察庁は、広島県広島市中区にある日本の高等検察庁のひとつである。そのうち本庁は広島県・山口県を管轄しており、岡山県については岡山支部が、島根県・鳥取県については松江支部が管轄している。
2021年7月16日付で畝本直美が広島高等検察庁に初の女性検事長として着任、女性の検事長就任は全国でも初となった。上川陽子法務大臣は「現職の女性検事や、今後、検事や法曹を目指す女性のロールモデルとなるもので、的確に手腕を発揮されることを期待している」と述べた。

## 管轄区域
- 管轄区域：広島県、山口県、岡山県、鳥取県、島根県
- 管轄人口：6,977,035人
- 管轄面積：31,920.41km2
- 人口密度：218.58人／km2

本庁
管轄区域：広島県、山口県
管轄人口：4,125,026人
管轄面積：17,735.4km2
人口密度：232.59人／km2
岡山支部
管轄区域：岡山県
管轄人口：1,826,059人
管轄面積：7,114.44km2
人口密度：256.67人／km2
本庁からの距離：137.4km
松江支部
管轄区域：島根県、鳥取県
管轄人口：1,025,950人
管轄面積：7,070.57km2
人口密度：164.62人／km2
本庁からの距離：130.8km

## 歴代検事長
（括弧内は在任期間、後職）
- 吉河光貞（1968年9月～1969年12月　退官）
- 杉原弘泰（～1999年6月　大阪高等検察庁検事長）
- 東條伸一郎（1999年6月～2001年5月　大阪高等検察庁検事長）
- 木藤繁夫（2001年5月～2002年10月　東京高等検察庁検事長）
- 坂井一郎（2002年10月～2004年6月　福岡高等検察庁検事長）
- 斉田国太郎（2004年6月～2005年8月　大阪高等検察庁検事長）
- 横田尤孝（2005年8月～2006年6月　最高検察庁次長検事）
- 樋渡利秋（2006年6月～2006年12月　東京高等検察庁検事長）
- 鈴木芳夫（2006年12月～2008年1月　退官　外国人技能実習機構理事長）
- 松永栄治（2008年1月～2009年1月　名古屋高等検察庁検事長）
- 笠間治雄（2009年1月～2010年6月　東京高等検察庁検事長）
- 藤田昇三（2010年6月～2010年12月　名古屋高等検察庁検事長）
- 梶木壽 (2010年12月～2011年8月　防衛監察本部第2代防衛監察監）
- 鈴木和宏 (2011年～2012年6月　福岡高等検察庁検事長）
- 勝丸充啓 (2012年6月～2014年7月　退官　シマノ取締役、大陽日酸取締役）
- 田内正宏（2014年7月～2015年1月　名古屋高等検察庁検事長）
- 長谷川充弘（2015年1月～2016年9月　証券取引等監視委員会委員長）
- 酒井邦彦  (2016年9月～2017年3月 退官）
- 斉藤雄彦  (2017年3月～2018年1月 退官）
- 稲川龍也  (2018年1月～2019年9月 退官）
- 小川新二  (2019年9月～2020年3月26日 退官　防衛監察本部第5代防衛監察監）
- 中原亮一  (2020年3月30日～2021年7月16日 福岡高等検察庁検事長)
- 畝本直美  (2021年7月16日～2023年1月10日 東京高等検察庁検事長)
- 和田雅樹  (2023年1月10日～2024年12月10日 退官)
- 浦田啓一  (2024年12月10日～)